# قيد أول
القيد الأول في الاقتصاد (بالإنجليزية: original entry) أول تسجيل يتم للصفقة أو المعاملة المالية التي تجريها الشركة في دفاترها أو سجلاتها الحسابية. وبما أن هذه القيود تصبح أدلة إثبات ويمكن أن تحتاج إليها الشركة في دعاوي قضائية تكون الشركة طرفا فيها، لهذا فمن المهم أن تسجل هذه القيود في الدفاتر الحسابي الصحيحة أثناء سير أعمال الشركة وبواسطة الموظف المختص بذلك.
مثال على القيود الأولى : قيود المبيعات وقيود المشتريات والمقبوضات والدفعات وما شابه ذلك.

## اقرأ أيضاً
- مؤجل
- مستحقات مؤجلة
- دفع مسبق
- إيراد مقدم
- ضمان إضافي
- مردود الاستثمار
- الحد الأدنى للعائد
- نظارة الحسابات
- صاحب بوليصة تأمين
- تخصيص الأموال
- حجم الأعمال (اقتصاد)
- التزام قانوني
- مركز مربح
- مركز تكلفة
- مركز استثماري
- عملة
- عملة قانونية
- عملة متداولة
- معدل الفائدة الإسمية
- معدل الفائدة الفعلية
- مصروفات جارية
- في الإيداع
- نقص
- عملة مضمونة بأصول
- أوراق تجارية مالية
- موارد المال
- إيراد مقدم
- مستحقات مؤجلة
- ايجار باطني